# Сен-Тюр'ян (Ер)
Сен-Тюр'я́н (фр. Saint-Thurien) — колишній муніципалітет у Франції, у регіоні Нормандія, департамент Ер. Населення — 230 осіб (2011).
Муніципалітет був розташований на відстані близько 145 км на північний захід від Парижа, 40 км на захід від Руана, 65 км на північний захід від Евре.

## Історія
До 2015 року муніципалітет перебував у складі регіону Верхня Нормандія. Від 1 січня 2016 року належав до нового об'єднаного регіону Нормандія.
1 січня 2019 року Сен-Тюр'ян, Фурмето i Сент-Уан-де-Шам було об'єднано в новий муніципалітет Ле-Перре.

## Демографія
Динаміка населення (INSEE ):
Розподіл населення за віком та статтю (2006):
| Стать | Всього | До 15 років | 15-24 | 25-44 | 45-64 | 65-85 | Понад 85 |
| --- | ------ | ----------- | ----- | ----- | ----- | ----- | -------- |
| Чоловіки | 103    | 16          | 14    | 24    | 41    | 4     | 4        |
| Жінки | 109    | 16          | 20    | 24    | 45    | 4     | 0        |
| \| Статево-вікова піраміда \| Статево-вікова піраміда \| Статево-вікова піраміда \| \| ----------------------- \| ----------------------- \| ----------------------- \| \| Чоловіки \| Вік \| Жінки \| \| 4 \| 85 + \| 0 \| \| 0 \| 80-84 \| 0 \| \| 0 \| 75-79 \| 4 \| \| 0 \| 70-74 \| 0 \| \| 4 \| 65-69 \| 0 \| \| 4 \| 60-64 \| 8 \| \| 9 \| 55-59 \| 9 \| \| 16 \| 50-54 \| 16 \| \| 12 \| 45-49 \| 12 \| \| 20 \| 40-44 \| 4 \| \| 0 \| 35-39 \| 20 \| \| 4 \| 30-34 \| 0 \| \| 0 \| 25-29 \| 0 \| \| 0 \| 20-24 \| 4 \| \| 14 \| 15-20 \| 16 \| \| 12 \| 10-14 \| 12 \| \| 4 \| 5-9 \| 4 \| \| 0 \| 0-4 \| 0 \| |        |             |       |       |       |       |          |
| Статево-вікова піраміда |        |             |       |       |       |       |          |
| Чоловіки | Вік    | Жінки       |       |       |       |       |          |
| 4 | 85 +   | 0           |       |       |       |       |          |
| 0 | 80-84  | 0           |       |       |       |       |          |
| 0 | 75-79  | 4           |       |       |       |       |          |
| 0 | 70-74  | 0           |       |       |       |       |          |
| 4 | 65-69  | 0           |       |       |       |       |          |
| 4 | 60-64  | 8           |       |       |       |       |          |
| 9 | 55-59  | 9           |       |       |       |       |          |
| 16 | 50-54  | 16          |       |       |       |       |          |
| 12 | 45-49  | 12          |       |       |       |       |          |
| 20 | 40-44  | 4           |       |       |       |       |          |
| 0 | 35-39  | 20          |       |       |       |       |          |
| 4 | 30-34  | 0           |       |       |       |       |          |
| 0 | 25-29  | 0           |       |       |       |       |          |
| 0 | 20-24  | 4           |       |       |       |       |          |
| 14 | 15-20  | 16          |       |       |       |       |          |
| 12 | 10-14  | 12          |       |       |       |       |          |
| 4 | 5-9    | 4           |       |       |       |       |          |
| 0 | 0-4    | 0           |       |       |       |       |          |

## Економіка
2010 року серед 155 осіб працездатного віку (15—64 років) 124 були активними, 31 — неактивною (показник активності 80,0%, у 1999 році було 71,7%). З 124 активних мешканців працювало 114 осіб (59 чоловіків та 55 жінок), безробітними було 10 (5 чоловіків та 5 жінок). Серед 31 неактивної 6 осіб було учнями чи студентами, 18 — пенсіонерами, 7 були неактивними з інших причин.

У 2010 році в муніципалітеті числилось 94 оподатковані домогосподарства, у яких проживали 230,0 особи, медіана доходів виносила 22 339 євро на одного особоспоживача